# 謝爾蓋·艾森施泰因街站
謝爾蓋·艾森施泰因街站（俄語：Улица Сергея Эйзенштейна，羅馬化：Ulitsa Sergeya Eyzenshteyna，謝爾蓋·愛因斯坦街）是莫斯科單軌鐵路的東端總站，位於莫斯科東北行政區奧斯坦金諾區。

## 歷史
車站在2004年11月20日連同其餘4個車站一同啟用。全線只有兩列列車同時營運，班次為30分鐘一班，開放時間由10時至16時。乘客只能在此站上車。2008年1月10日路線開始在6時50分至23時營運，並容許在任何車站上下車。車票價格也由50盧布降至19盧布。